# Музей на град Неготино
Музеят на град Неготино (на македонска литературна норма: Музеј на град Неготино) е исторически и етнографски музей в тиквешкото градче Неготино, Северна Македония.
Музеят е основан в 1978 година като общ музей за запазване и експониране на културно-историческото наследство на Неготинско и Демиркапийско, като първата изложба е с картини на Димче Протугер. Музеят има четири отделения – археологическо, историческо, етнографско и художествено. Историческата експозиция е създадена в 1979 година и показва историята на местните революционни борби и партизанското движение през Втората световна война. Музеят разполага с над 800 исторически документа, оръжия и други експонати. Археологическата експозиция е озаглавена „Археологическото богатство на територията на Неготино“, в която са изложени над 1000 експоната, проследяващи историята на Неготино и региона от праисторията до Късното средновековие.
Изложбната площ е 450 m2 за постоянни музейни експозиции и 100 m2 за временни изложби.
Част от музея е и Галерията на виното, разположена в манастира „Свети Георги“.